# Фенис
Фенис (итал. Fénis) је насеље у Италији у округу Долина Аосте, региону Долина Аосте.
Према процени из 2011. у насељу је живело 1667 становника. Насеље се налази на надморској висини од 544 м.

## Становништво
Према резултатима пописа становништва 2011. у општини је живело 1.158 становника.
| 1931. | 1936. | 1951. | 1961. | 1971. | 1981. | 1991. | 2001. | 2011. |
| ----- | ----- | ----- | ----- | ----- | ----- | ----- | ----- | ----- |
| 1.461 | 1.355 | 1.376 | 1.427 | 1.400 | 1.371 | 1.603 | 1.618 | 1.158 |